# Trio '65
Albums de Bill Evans
The Bill Evans Trio « Live » Live in Paris : 1965
Trio '65 est un album du pianiste de jazz Bill Evans enregistré et publié en 1965.

## Historique
Cet album, produit par Creed Taylor, a été initialement publié en 1965 par le label Verve Records (V/V6 8613).
Il a été enregistré au Van Gelder Recording Studio à Englewood Cliffs (New Jersey), le 3 février 1965. L'ingénieur du son était Rudy Van Gelder.

## Titres de l’album
| No | Titre                                      | Auteur                           | Durée |
| -- | ------------------------------------------ | -------------------------------- | ----- |
| 1. | Israel                                     | John Carisi                      | 4:46  |
| 2. | Elsa                                       | Earl Zindars                     | 4:20  |
| 3. | 'Round Midnight                            | Thelonious Monk, Cootie Williams | 6:40  |
| 4. | Love is Here to Stay                       | George et Ira Gershwin           | 4:00  |
| 5. | How my Heart Sings                         | Earl Zindars                     | 2:47  |
| 6. | Who can I Turn To (When Nobody Needs me) ? | Leslie Bricusse, Anthony Newley  | 4:51  |
| 7. | Come Rain or Come Shine                    | Harold Arlen, Johnny Mercer      | 5:23  |
| 8. | If You Could Me Now                        | Tadd Dameron, Carl Sigman        | 4:46  |

## Personnel
- Bill Evans : piano
- Chuck Israels : contrebasse
- Larry Bunker : batterie

## Répertoire
Sur cet album de 1965, Evans joue des thèmes qu'il avait déjà, dans la majorité des cas, déjà enregistrés. On y retrouve :
- Israel. : un blues mineur composé par John Carisi pour les sessions de Birth of the Cool de Miles Davis.
- Elsa (une valse) et How my Heart Sings (un thème où alternent sections en 3/4 et sections en 4/4), deux compositions du percussionniste Earl Zindars, un ami du pianiste.
- 'Round Midnight, la célèbre ballade de Thelonious Monk
- If You Could Me Now, une ballade écrite par la pianiste bebop Tadd Dameron
- Love is Here to Stay, une composition de George Gershwin écrite pour le film The Goldwyn Follies (George Marshall, 1938)
- Come Rain or Come Shine, une chanson tirée de la comédie musicale St. Louis Woman (1946).
- Who Can I Turn To ?, une chanson tirée de la comédie musicale The Roar of the Greasepaint — the Smell of the Crown (1964). L'interprétation qu'en avait fait Tony Bennett avait été un « hit » aux États-Unis. Le crooner et Evans étaient amis et partageaient le même agent artistique (Helen Keane).